# Vallée de Helmud
Helmud Vallis
Pour les articles homonymes, voir Helmud.
La vallée de Helmud (désignation internationale : Helmud Vallis) est une vallée située sur Vénus dans le quadrangle de Mahuea Tholus. Elle a été nommée en référence à Helmud, déesse afghane des cours d'eau.